# Xã Lincoln, Quận White, Indiana
Xã Lincoln (tiếng Anh: Lincoln Township) là một xã thuộc quận White, tiểu bang Indiana, Hoa Kỳ. Năm 2010, dân số của xã này là 638 người.